# Макруг
Макру́г (араб. مكروه, латиніз. makrūh, дос. ««неприйнятне», «негідне»») — категорія вчинків і дій, що не є порушенням шаріатських правових норм, але засуджуються з моральної позиції. Питання про макруг трактує розділ фікху ахкам.
Як макруг розцінюється розв’язна поведінка, недбалість під час виконання релігійних обов’язків, жадібність, жорстокість, особливо стосовно залежних людей, схильність до розкошів і марнотратство, нехтування сімейними та громадськими обов’язками, невиправдана перевага одним родичам перед іншими, особливо під час розподілу майна, шлюб з іновіркою, шлюб з малолітньою і т. д. У залежності від мазхабу до макруга відносяться вживання деяких видів їжі та напоїв, які в принципі повинні бути забороненими (страви з нутрощів та крові, кумис, пиво, у виняткових випадках вино і т. п.). Категорія макруг займає важливе місце у формуванні ісламської етики, створюючи перехідну зону між дозволеними діями (халяль) і забороненими (харам).